# 국제패션디자인직업전문학교
국제패션디자인직업전문학교(國際패션디자인職業專門學校, Kookje Fashion Design Occupational Training College)는 대한민국의 패션디자인계열 특성화 직업전문학교이다. 서울특별시 서초구에 있다.
국내 최초 패션 전문 교육 기관이다.

## 연혁
- 1938년 : 국제 복장학원 설립

## 교육편제
다음은 2019년 기준, 국제패션디자인직업전문학교의 교육 과정 일람이다.
- 패션디자인전공
- 패션비즈니스전공